# سیکلوسپورین
سیکلوسپورین (به انگلیسی: Cyclosporine)
رده درمانی: سرکوب‌کننده ایمنی.
اشکال دارویی: کپسول، محلول خوراکی و تزریقی

## موارد مصرف
سیکلوسپورین در جلوگیری از رد پیوند (کلیه، کبد، قلب یاسایر ارگانها) به همراه کورتیکوستروئیدها مصرف می‌شود. این دارو هم چنین در آرتریت روماتویید حاد، درماتیت آتوپیک، آلوپسی، پیوند قرنیه چشم. آنمی آپلاستیک وپسوریازیس به کار می‌رود.

## مکانیسم اثر
اثر دارو احتمالاً به‌دلیل مهارتولید و آزاد شدن اینترلوکین ۲- که برای پاسخ‌های ایمنی سلولی و همورال ضروری است، می‌باشد.

## تداخلات دارویی
داروهای زیر می توانند سطح سیکلوسپورین را بالا ببرند و امکان مسمومیت دارویی را افزایش میدهند
1. کتوکونازول
2. وانکومایسین
3. جنتامایسین
4. سایمتدین
5. فلوکونازول
6. اریترومایسین

داروهای زیر میتوانند سطح سیکلوسپورین در خون را کاهش دهند و موجب کاهش اثر گذاری این دارو میشوند:
1. فنوباربیتال
2. فنی‌توئین
3. کاربامازپین
4. ریفامپین
5. ایزونیازید ( برای درمان سل استفاده میشود.)

## عوارض جانبی
هیپرپلازی لثه‌ها، افزایش فشار خون عوارض کبدی، تشنج، حساسیت کشنده، پرمویی، نارسایی کلیه، سکسکه، یبوست، تهوع و سمیت کلیوی از عوارض جانبی مهم سیکلوسپورین هستند.
در بعضی موارد اثرات زیر گزارش شده‌اند:
ـ لرزش آرام دست‌ها
ـ افزایش مختصر رشد موهای بدن
ـ ورم یا التهاب لثه‌ها
ـ افزایش فشار خون
ـ خستگی.
موارد زیر گاهی اوقات پیش می‌آیند:
ـ زرد شدن خفیف سفیدی چشم
ـ سردرد
ـ واکنش‌های پوستی مثل ایجاد دانه‌های قرمز
ـ احساس گرما یا حتی سوزش در کف دست‌ها و پاها
ـ در بعضی موارد نادر ممکن است فرد دچار گرفتگی عضلانی و ضعف شود.
شدت التهاب لثه‌ها به شرایط دندان‌های بیمار بستگی دارد. اگر فرد بهداشت دهان و دندان‌هایش را رعایت کند به خوبی از بروز چنین عوارضی پیشگیری می‌شود.
اگر دچار تورم لثه‌ها شدید از دندانپزشک بخواهید که با پزشک شما تماس بگیرد. هنگامی که ساندیمون مصرف می‌کنید نسبت به عفونت‌ها حساس تر می‌شوید؛ بنابراین اگر دچار تب، زخم گلو، سرماخوردگی یا آنفلوآنزا، کورک و موارد دیگر شدید یا احساس ناخوشی عمومی کردید فوراً به پزشک اطلاع دهید.

## آیا لازم است که طی درمان با ساندیمون مورد خاصی رعایت شود؟
- ساندیمون نئورال

سعی کنید موادی که پتاسیم زیادی دارند کمتر استفاده کنید (مثل میوه جات و سبزیجات خشک). دربارهٔ غذاهایی که پتاسیم زیادی ندارند از پزشک خود سؤال کنید.
روزانه حداقل ۲ لیتر (۸ لیوان) مایعات بنوشید. از تشنگی طولانی مدت خودداری کنید.
به علت خطر تغییرات پوستی حین درمان با ساندیمون از قرار گرفتن طولانی مدت در معرض نور آفتاب خودداری کنید. این امر به خصوص در بیماران مبتلا به اختلالات پوستی اهمیت زیادی دارد؛ بنابراین بهتر است که بین ساعات ۱۰ صبح تا ۲ بعد از ظهر از منزل خارج نشوید. از کرم‌های ضدآفتاب مناسب استفاده کنید. لباس آستین بلند بپوشید. از کلاه نقاب دار استفاده کنید.
در هنگام مصرف ساندیمون باید از خوردن میوه گریپ فرود خودداری کرد زیرا این میوه باعث افزایش ناخواسته میزان دارو در خون می‌شود.